# 圣罗撒堂
43°46′18.73″N 11°14′26.54″E / 43.7718694°N 11.2407056°E

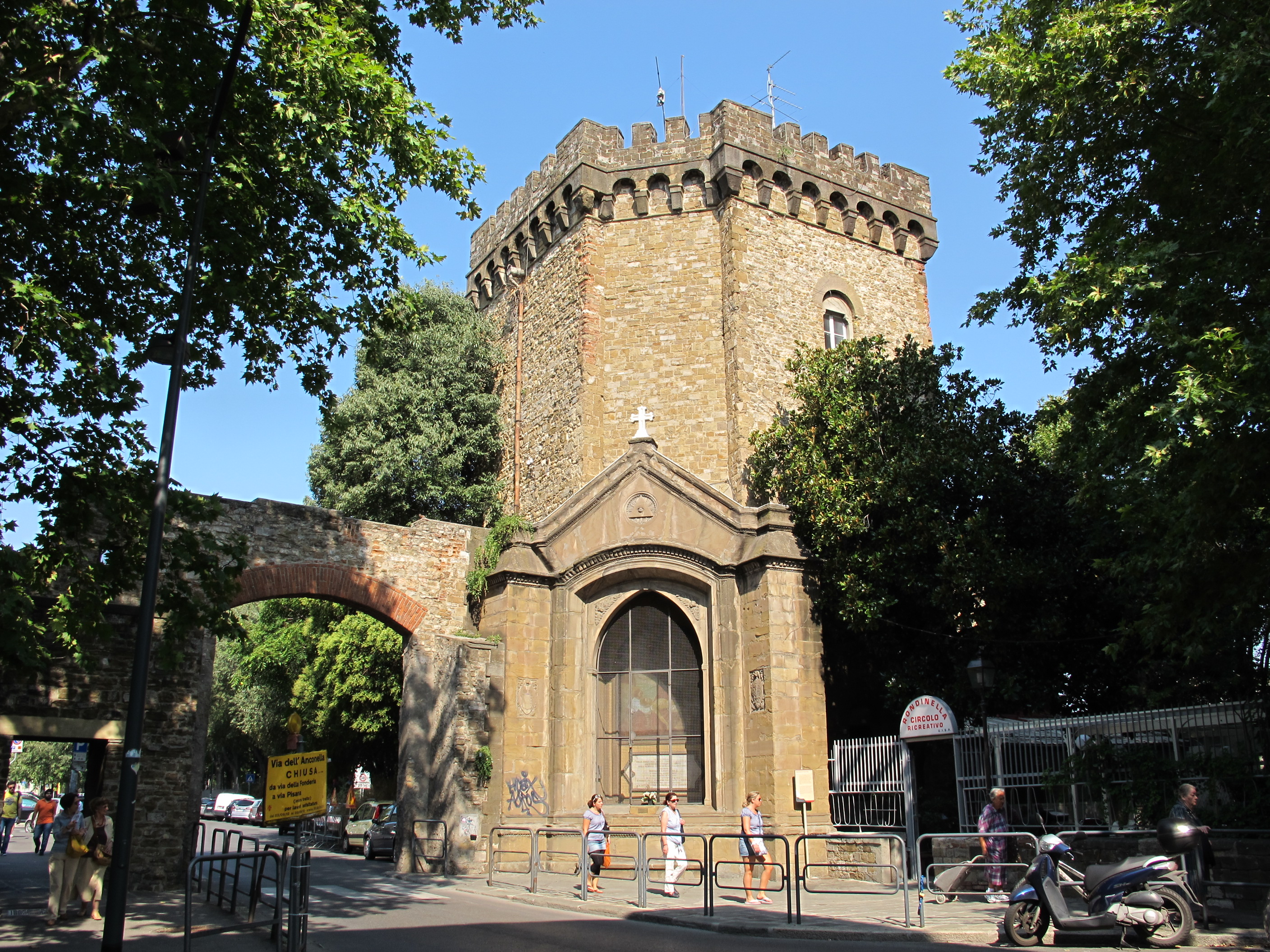
圣罗撒堂

圣罗撒堂（Tabernacolo di Santa Rosa）是意大利佛罗伦萨的一个教堂，靠近圣Frediano门（Porta San Frediano）。
堂内有一幅十六世纪里多尔福德尔·基尔兰达约的壁画，描绘《圣母怜子与圣若望以及玛利亚瑪達肋納》。